# Rainbow Theatre
Rainbow Theatre je budova v severním Londýně. Vystavěna byla ve třicátých letech dvacátého století pod názvem Astoria Cinema a původně sloužila jako kino. Kino zde fungovalo až do roku 1971, ale již od sedmdesátých let se zde konaly i koncerty. Vystupovali zde například Iron Maiden, Eric Clapton, Van Morrison, John Cale, Queen nebo skupina The Beach Boys. Budova je zařazena na seznamu Listed building třídy II*.